# کوتا ساکورای
کوتا ساکورای (انگلیسی: Kota Sakurai؛ زادهٔ ۲۶ مهٔ ۱۹۹۹) بازیکن فوتبال اهل ژاپن است.